# Европа (почтовые марки)
Почто́вые ма́рки «Евро́па» (Евро́па-ма́рки, почто́вые вы́пуски по програ́мме «Евро́па»; также известные до 1992 года как почтовые марки «Europa-CEPT») — ежегодный совместный выпуск почтовых марок на общую тему или с общим дизайном, которые издаются почтовыми администрациями стран-членов «ПостЕвропы» — европейской торговой ассоциации в области почтовой связи. Центральной темой выпусков является Европа — её природа и культурное наследие, общие исторические корни, интеграция и взаимодействие европейских стран в различных сферах жизни. Коллекционирование почтовых марок «Европа» является одним из самых популярных направлений тематической филателии. Россия участвует в программе «Европа» с 1995 года. Первый день почтового обращения марок «Европа» обычно приходится на начало мая незадолго до Дня Европы или непосредственно в этот день. В настоящее время в программу вовлечены около 60 европейских почтовых администраций.

## История
Почтовые марки «Европа» отсчитывают свою историю с 15 сентября 1956 года, когда увидел свет первый межъевропейский выпуск почтовых марок с общим сюжетом (идея подобной акции обсуждалась с 1952 года). На марках, исполненных по рисунку французского художника Даниэля Гонзаго, была изображена символическая строящаяся башня из букв EUROPA, в которой буквы предстают «могучими закладными камнями творения». Их подготовили почтовые администрации шести стран-членов Европейского объединения угля и стали — Бельгии, Западной Германии, Италии, Люксембурга, Нидерландов и Франции, — и договорились о ежегодном дальнейшем сотрудничестве в новом направлении. С 1960 года функции координатора по эмиссии совместных европейских почтовых марок взяла на себя учреждённая годом ранее Европейская конференция администраций почтовых служб и служб связи (CEPT). По 1973 год включительно каждый ежегодный выпуск «Европы» имел общий сюжет, созданный одним художником и одобренный по результатам международного конкурса. Рисунки марок включали в себя логотип или аббревиатуру CEPT, название континента на латыни (чтобы избежать проблемы именования на разных языках); они посвящались актуальным политическим темам европейского единства, интеграции и сотрудничества и носили символический характер. Каждая страна-участник привносила в общий подход собственные локальные изменения в виде цветового решения, размера, способа печати и т. п. Обычно участники готовили одиночную марку или небольшую (2—3) серию марок.
На рубеже 1960-х — 1970-х многие страны-участницы программы возражали против общего дизайна марок и политизированного контекста эмиссий. В 1974 году произошли важные изменения: выпуски по программе «Европа» разных стран стали объединяться общей неполитической темой, получив при этом самостоятельные сюжеты. Первой такой темой стала «Скульптура» (23 страны подготовили 49 сюжетов). Смену эмиссионной политики связывали и с усталостью филателистов от однообразия марок. Спустя годы «Нью-Йорк Таймс» отмечала, что перемены привели к значительному повышению эстетической ценности последующих выпусков. Наряду с этим газета обращала внимание на существенный рост коллекционной стоимости ранних выпусков с общим дизайном.
После 1973 года марки проекта лишь трижды — в 1984, 2000 и 2016 годах — имели одинаковые рисунки. Таким образом отмечались 25-летие CEPT, миллениум и 60-летие первых Европа-марок.
География марок «Европа» в 1960-е — 1970-е постоянно расширялась, в том числе за счёт участия карликовых государств. С 1960 года их издаёт Лихтенштейн, с 1961 — Сан-Марино, с 1962 — Монако. Популярность проекта побудила в 1970-е годы подключиться к нему почтовые администрации зависимых территорий, имеющие автономию в области почтовой связи. Например, острова Мэн и Гернси, коронные зависимые территории Великобритании, впервые выпустили Европа-марки в 1976 году, а остров Джерси — в 1978 году. Охват программы распространялся за пределы Западной Европы: Турция среди участников с 1960 года, а Югославия (единственная социалистическая страна) присоединилась к эмиссии марок по программе в 1969 году. Число стран-эмитентов достигало 35-ти в середине 1980-х годов. После краха мировой системы социализма и распада СССР в 1990-е годы заявили о себе новые участники: в конце 1990-х годов их было уже более шестидесяти. В 1993 году Литва и Молдова первыми из постсоветских стран выпустили почтовые миниатюры «Европа» в рамках темы «Современное искусство». (Появившаяся в том же году серия марок Белоруссии с репродукциями картин Марка Шагала, хотя и имела атрибуты «Европы», готовилась без согласия организаторов и не получила официального признания.) С 1995 года Россия также издаёт марки по программе.
Европейская конференция администраций почтовых служб и служб связи (CEPT) с 1993 года сосредоточилась на телекоммуникациях, а права управления программой выпуска почтовых марок «Европа» перешли к ассоциации «ПостЕвропа» (PostEurop), учреждённой национальными европейскими почтовыми операторами. Логотип CEPT был заменён новым логотипом, созданным «ПостЕвропой», то есть словом «EUROPA» особого начертания с наклоном вправо. Логотип является торговой маркой ассоциации.
В 2011 году логотип программы подвергся модернизации — теперь перед словом EUROPA имеется стилизованное изображение почтового ящика.
Для популяризации марок «Европа» среди филателистов «ПостЕвропа» с 2002 года организует ежегодный конкурс «Лучшая марка Европы». Победитель конкурса изначально определялся представителями европейских почтовых администраций, с 2007 года он выявляется онлайн-голосованием среди интересующихся темой; с 2011 года конкурс проходит в двух вариантах — в альтернативной версии победителя выбирают члены специального жюри. В 2012 и 2015 годах жюри отдало предпочтение российским почтовым маркам: в 2012 году марки «Европа» выпускались на тему «Визит в … (название страны, например, „Визит в Россию“)», в 2015 — на тему «Старинные игрушки».
Марки «Европа» выпускали и выпускают почтовые администрации непризнанных или частично признанных государственных образований. Так, в программе с 1975 года регулярно участвует Турецкая республика Северного Кипра, чей суверенитет признаётся только Турцией. Северный Кипр не является членом Всемирного почтового союза, не входил в ассоциацию CEPT и не входит в «ПостЕвропу»; эмиссии его марок не имеют официального статуса в этих организациях. Тем не менее коллекционеры проявляют к ним интерес. Распад Югославии и югославские войны породили новые государства и государственные образования; некоторые существовали всего несколько лет и не признавались на международном уровне, но издавали собственные почтовые марки, в том числе по тематическим планам и с символикой «Европы». Таковы эмиссии 1996—1997 годов Сербской Краины. Ранее в 1993—1995 году выходили марки по темам «Европы», выпущенные самопровозглашённой Республикой Герцег-Босна. С 2008 года изданием марок по темам «Европы» занимаются непризнанная Нагорно-Карабахская республика и частично признанное Косово. Все отмеченные государственные образования не имели или не имеют членства во Всемирном почтовом союзе и ассоциации «ПостЕвропа», их знаки почтовой оплаты официально не признаются.
Выпуск почтовых марок «Европа» в отдельные периоды сопровождался эмиссиями спекулятивных марок виртуальных государств и пропагандистских псевдо-марок. К настоящим почтовым маркам они не имеют отношения, по сути являясь виньетками. Таковой, например, является спекулятивная серия, изготовленная в 1962 году от имени борцов за независимость Бретани — исторической провинции на северо-западе Франции. Эмиссия не признавалась ни Францией, ни местными властями региона. Известны «марки» разных лет от имени «правительства Независимого государства Хорватия в изгнании», выражавшие протест против коммунистического режима в Югославии. В отмеченных эмиссиях использовался дизайн марок «Европа». Имели место издания от имени «правительства Румынии в изгнании», — группы лиц, действовавших во франкистской Испании в 1960-е годы. Они периодически выпускали пропагандистские антикоммунистические виньетки, сюжеты которых пародировали сюжеты «Европы»: вместо строящейся башни из букв EUROPA — башня рушащаяся и т. п.
Известны выпуски 2011 года от имени непризнанной Приднестровской Молдавской республики, а также частично признанных Абхазии и Южной Осетии, которые, по мнению экспертов, являются фальшивками. Эти псевдо-марки, вероятно, никогда не использовались для нужд почты «родных» стран и создавались с целью извлечь выгоду из заблуждений филателистов.
Только почтовые администрации европейского континента могут издавать марки «Европа». Однако это не стало препятствием для отдельных неевропейских стран, воспроизводивших на своих марках некоторые общие рисунки «Европы». В разные годы в этом замечены были Северный Йемен, Мавритания, Парагвай, Руанда.
В 2006 году изображения марок периода общих сюжетов и атрибутика «Европы» также появлялись на почтовых миниатюрах неевропейских стран, на сей раз в связи с 50-летием первого выпуска программы. Таким образом филателистический юбилей отметили почтовые службы, например, Монголии, Перу, Кубы, Суринама, Центральноафриканской республики, Шри-Ланки. Юбилейные марки подготовили и многие европейские страны, регулярно участвовавшие в выпусках программы. Среди них — Австрия, Исландия, Кипр, Турция, Мальта, Греция, Болгария, Гибралтар, Словения, Хорватия, Армения, Азербайджан, Украина, Эстония и другие. В целом полувековой годовщине посвятили свои эмиссии свыше пятидесяти европейских и неевропейских стран.
60-летие марок «Европа» в 2016 году отмечалось совместным европейским выпуском с общим дизайном под девизом «Думай по-зелёному» («Think Green»).
В 2022 году темой для «Европы» стали «Истории и мифы»; на 2023 год запланирована эмиссия по девизом «Мир — наивысшая ценность человечества». С идеей выступил украинский почтовый оператор «Укрпочта», призывая проявить солидарность с Украиной. Объявлен конкурс для определения общего сюжета марки, который будут использовать страны-участники. Намеченная ранее тематика «Подводная фауна и флора» и «Национальные археологические открытия» перешла на 2024 и 2025 годы соответственно.

## Выпуски с общим дизайном (1956—1973)
В период 1956—1973 гг. выпуски почтовых марок «Европа» характеризовались общим дизайном, за исключением выпуска 1957 года. С 1960 года на марках присутствует логотип или аббревиатура патронатной организации — CEPT.
В скобках указано общее количество марок выпуска. В комментариях приводится перечень участников. Сведения приводятся в соответствии с каталогом «MICHEL. CEPT-Katalog 2016/2017».
| Год  | Количество участников (количество марок) | Описание, пояснение, автор сюжета | Иллюстрация                  |
| ---- | ---------------------------------------- | --- | ---------------------------- |
| 1956 | 6 (13)                                   | Символическая строящаяся башня из букв EUROPA. Рисунок французского художника Даниэля Гонзаго. | Серия почтовых марок Франции |
| 1957 | 8 (18)                                   | Общая тема: «Единая Европа: мир и процветание». Западная Германия и Саар издали марки с одинаковым рисунком. |                              |
| 1958 | 8 (17)                                   | Почтовый голубь, летящий над буквой Е. Символизирует кооперацию национальных почтовых служб в движении к единой Европе. Рисунок голландского художника Андре Ван дер Фоссена. Турция выпустила серию марок с собственным дизайном. |                              |
| 1959 | 8 (15)                                   | Замкнутая в круг цепочка из шести звеньев. Дизайн немецкого художника Вальтера Бруди. Марки Австрии и Швейцарии имеют самостоятельный дизайн. |                              |
| 1960 | 20 (36)                                  | Первый выпуск под патронатом CEPT. Буква О в слове EUROPA, стилизованная под изображение античного колеса с 19 спицами — по числу участников CEPT на время подготовки к изданию марок. Рисунок финского художника Пентти Рахикайнена. Марка Великобритании совмещала рисунок колеса и портрет Елизаветы II. Лихтенштейн и Австрия выпустили марки с собственными рисунками. |                              |
| 1961 | 16 (34)                                  | Летящая стая из 19 почтовых голубей (по числу стран-участниц CEPT) образующая фигуру стилизованного голубя. Дизайн голландского художника Тео Курпершука. Великобритания выпустила серию из трёх марок, на двух использовался общий рисунок. Оригинальный дизайн у марок Лихтенштейна, Португалии и Сан-Марино.                                                             |                              |
| 1962 | 18 (39)                                  | Стилизованное дерево с 19-ю листьями (каждый лист символизирует участника ассоциации CEPT). Художник — Лекс Вейер из Люксембурга. Монако, Лихтенштейн, Португалия, Сан-Марино и Испания отдали предпочтение маркам с собственным мотивом. |                              |
| 1963 | 19 (36)                                  | Крестообразное переплетение четырёх U-образных форм вокруг аббревиатуры CEPT. Художник — Арне Холм из Норвегии. Монако, Лихтенштейн, Португалия, Сан-Марино и Испания разработали марки с самостоятельными рисунками. |                              |
| 1964 | 19 (36)                                  | Стилизованный цветок с 22-мя лепестками (по числу стран-участниц CEPT в 1964 году), в центре которого — логотип организации. Выпуск приурочен к пятилетию ассоциации. Рисунок французского художника Жоржа Бетемпса. Марки Лихтенштейна и Сан-Марино имеют оригинальный дизайн.                                                                                             |                              |
| 1965 | 19 (36)                                  | Веточка дерева с тремя листьями и плодом в виде аббревиатуры СЕРT. Три листа интерпретируют как почтовую, телеграфную и телефонную связь — три направления деятельности CEPT. Рисунок исландского художника Хордера Карлссона. Лихтенштейн, Сан-Марино и Испания выпустили марки с собственными рисунками.                                                                  |                              |
| 1966 | 19 (37)                                  | Стилизованный кораблик, символизирующий устойчивое движение CEPT вперёд в спокойном море. Дизайн братьев Йозефа и Грегора Бендеров, Германия. У марок Сан-Марино и Испании самостоятельный дизайн. |                              |
| 1967 | 19 (37)                                  | Шестерни. Центральная шестерня с логотипом CEPT имеет 22 зубца, по количеству членов организации в 1967 году. Рисунок бельгийского художника Оскара Бонневалле. Лихтенштейн использовал общий мотив шестерёнок, но в самостоятельной трактовке. Марка Сан-Марино отличается оригинальным мотивом.                                                                           |                              |
| 1968 | 18 (35)                                  | Ключ с логотипом CEPT в головке. Рисунок швейцарского художника Ганса Шварценбаха. Все участники программы издали марки с общим сюжетом. Ключ на марке Лихтенштейна имеет незначительные отклонения от общего сюжета. |                              |
| 1969 | 26 (50)                                  | Монументальные буквы EUROPA и CEPT, стилизованные под колоннаду вдоль стен символического здания (Выпуск приурочен к 10-летию ассоциации CEPT). Художники — Луиджи Гасбара и Джорджо Белли, Италия. Все участники эмиссии придерживались общего дизайна. |                              |
| 1970 | 19 (41)                                  | Символический солнечный диск, состоящий из 24-х переплетённых тонких лент (каждая символизирует участника ассоциации CEPT в 1970 году). Рисунок ирландского художника Луи Ле Брокки. Все участники выпуска использовали общий дизайн марок. Греция в рамках трёхмарочной серии издала одну марку с оригинальным дизайном.                                                   |                              |
| 1971 | 21 (44)                                  | Цепочка из стилизованной буквы О из слова EUROPA с вплетённой аббревиатурой CEPT. Дизайн — Хельги Хафлидасон, Исландия. Все страны издали марки с общим рисунком. Франция дополнительно подготовила марку с обособленным сюжетом. |                              |
| 1972 | 22 (46)                                  | Северное сияние. Рисунок финского художника Пааво Хуовинена. Все участники программы придерживались общего мотива. Франция и Испания дополнили эмиссию по одной марке с оригинальным рисунком. |                              |
| 1973 | 24 (50)                                  | Три стрелы в виде стилизованного почтового рожка. Стрелы символизируют почтовую, телефонную и телеграфную связь. Рисунок норвежского художника Лейфа Фриманна Ханнисдаля. Все участники придерживались общего рисунка. Сверх этого Франция, Испания, испанская почта Андорры предложили по одному самостоятельному сюжету. Австрия выпустила марку с оригинальным дизайном. |                              |

## Выпуски с общими темами (с 1974)

### Выпуски «Europa-CEPT» с общими темами (1974—1992)
Выпуски данного периода выходили с логотипом или аббревиатурой CEPT. Они связывались общей темой, за исключением юбилейного выпуска 1984 года с общим дизайном, приуроченного к 25-летию CEPT.
В скобках указано общее количество марок выпуска. В комментариях приводятся перечни участников — в соответствии с каталогом «MICHEL. CEPT-Katalog 2016/2017», включая (с 1975 года) частично признанную Турецкую республику Северного Кипра (отмечена курсивом). Неофициальные участники выпусков отмечены звёздочкой (*).
| Год  | Количество участников (количество марок) | Тема | Иллюстрация |
| ---- | ---------------------------------------- | --- | ----------- |
| 1974 | 23 (49)                                  | «Скульптура» |             |
| 1975 | 24 (50)                                  | «Живопись» |             |
| 1976 | 27 (58)                                  | «Ремёсла» |             |
| 1977 | 28 (56)                                  | «Ландшафты» |             |
| 1978 | 30 (65)                                  | «Монументы» |             |
| 1979 | 31 (68)                                  | «Почта и телекоммуникации» |             |
| 1980 | 32 (67)                                  | «Известные люди» |             |
| 1981 | 35 (69)                                  | «Фольклор» |             |
| 1982 | 35 (70)                                  | «Исторические события» |             |
| 1983 | 35 (71)                                  | «Великие творения человеческого гения» |             |
| 1984 | 35 (67)                                  | «25-летие CEPT» (общий дизайн). Символический мост, помогающий в общении и обмене между народами Европы. Рисунок французского художника Джеки Ларривьера. Все участники выпуска придерживались данного сюжета, кроме Гибралтара. |             |
| 1985 | 35 (73)                                  | «Европейский год музыки» |             |
| 1986 | 35 (74)                                  | «Охрана природы» |             |
| 1987 | 35 (74)                                  | «Искусство современной архитектуры» |             |
| 1988 | 35 (79)                                  | «Транспорт и связь» |             |
| 1989 | 35 (80)                                  | «Детские игры» |             |
| 1990 | 35 (78)                                  | «Почтамты и почтовые учреждения» |             |
| 1991 | 40 (84)                                  | «Европейская космонавтика» |             |
| 1992 | 42 (104)                                 | «Открывая Америку». Исландия и Фарерские острова выпустили марки с одинаковыми сюжетами. |             |

### Выпуски «ПостЕвропы» с общими темами (c 1993)
Начиная с 1993 года координатором программы является ассоциация «ПостЕвропа»; на марках присутствует официальный логотип EUROPA; ежегодные выпуски связаны общей темой, за исключением эмиссий 2000 и 2016 годов, объединённых не только общими темами, но и общими для всех участников рисунками марок.
В скобках указано общее количество марок в выпуске. В комментариях приводятся перечни участников. По 2015 год включительно — в соответствии с каталогом «MICHEL. CEPT-Katalog 2016/2017», включая частично признанные и непризнанные государства (они отмечены курсивом), с уточнениями сведений по публикациям на сайте «ПостЕвропы». Неофициальные участники выпусков отмечены звёздочкой (*). С 2016 года приводится список стран-эмитентов по официальной информации «ПостЕвропы» (без указания количества марок в ежегодном выпуске).
| Год  | Количество участников (количество марок) | Тема | Иллюстрация |
| ---- | ---------------------------------------- | --- | ----------- |
| 1993 | 48 (106)                                 | «Современное искусство» |             |
| 1994 | 50 (112)                                 | «Великие открытия» |             |
| 1995 | 50 (95)                                  | «Мир и свобода» |             |
| 1996 | 54 (97)                                  | «Знаменитые женщины» |             |
| 1997 | 57 (105)                                 | «Легенды и сказания» |             |
| 1998 | 59 (103)                                 | «Народные праздники и фестивали» |             |
| 1999 | 59 (105)                                 | «Заповедники и национальные парки» |             |
| 2000 | 58 (79)                                  | «Европа-2000. Башня из звёзд» (общий дизайн; рисунок французского художника Ж.-П. Кузена)                                                                               |             |
| 2001 | 59 (101)                                 | «Вода — природное богатство» |             |
| 2002 | 61 (103)                                 | «Цирк» |             |
| 2003 | 60 (100)                                 | «Искусство плаката» |             |
| 2004 | 60 (114)                                 | «Отдых» |             |
| 2005 | 62 (119)                                 | «Гастрономия» |             |
| 2006 | 62 (122)                                 | «Интеграция глазами молодёжи» |             |
| 2007 | 63 (129)                                 | «100-летие скаутского движения» |             |
| 2008 | 65 (140)                                 | «Письмо» |             |
| 2009 | 65 (132)                                 | «Астрономия» |             |
| 2010 | 63 (129)                                 | «Детские книги» |             |
| 2011 | 63 (127)                                 | «Леса» |             |
| 2012 | 65 (117)                                 | «Визит в…» (например, «Визит во Францию», «Визит в Россию» и т. п.) |             |
| 2013 | 64 (131)                                 | «Фургон почтальона: почтовые транспортные средства» |             |
| 2014 | 64 (125)                                 | «Национальные музыкальные инструменты» |             |
| 2015 | 62 (124)                                 | «Старинные игрушки» |             |
| 2016 | 52                                       | «Экология: „Думай по-зелёному“» («Think Green»). (общий дизайн, разработанный кипрской художницей Доксией Серджиду.) Выпуск приурочен к 60-летию первых марок «Европа». |             |
| 2017 | 58                                       | «Замки» |             |
| 2018 | 57                                       | «Мосты» |             |
| 2019 | 56                                       | «Национальные птицы». Некоторые страны выпустили марки с дополненной реальностью.                                                                                       |             |
| 2020 |                                          | «Древние почтовые пути» |             |
| 2021 |                                          | «Исчезающая национальная дикая природа» |             |
| 2022 | (текущий выпуск)                         | «Истории и мифы» |             |
| 2023 | (Планируемый выпуск)                     | «Мир — наивысшая ценность человечества». Запланирован выпуск марок с общим дизайном в знак солидарности с Украиной.                                                     |             |

## Конкурс «Лучшая марка Европы»
Конкурс проводится ассоциацией «ПостЕвропа» с 2002 года в целях популяризации марок «Европа» среди филателистов. По 2006 год включительно победитель определялся представителями почтовых администраций — членов «ПостЕвропы», а далее — онлайн-голосованием (победители выделены голубым цветом). С 2011 по 2020 год в конкурсе были две марки-победительницы — определённая онлайн-голосованием и выбранная членами специального жюри (они выделены розовым цветом). В 2016 году темой марок «Европа» стала «Экология: думай по-зелёному» с общим рисунком для всех участников и победитель не определялся. В 2021 году правила конкурса снова изменились. Отныне выбор призёра зависит от трёх равноправных составляющих: голосов участников онлайн-голосования, голосов членов экспертного жюри и голосов представителей почтовых операторов.
В таблице представлены марки-обладательницы титула «Лучшая марка Европы» по информации на официальном сайте «ПостЕвропы».
| Год  | Тема                                                 | Страна     | Описание |
| ---- | ---------------------------------------------------- | ---------- | --- |
| 2002 | «Цирк»                                               | Мальта     | Портрет клоуна крупным планом |
| 2003 | «Искусство плаката»                                  | Монако     | Постер с молодой девушкой в купальнике, сидящей на трамплине. |
| 2004 | «Отдых»                                              | Гренландия | Две гренландские девушки в национальных костюмах, приветствующие друг друга нос к носу. Текст «Привет из Гренландии»                                                                                             |
| 2005 | «Гастрономия»                                        | Исландия   | Круглая марка — по форме тарелки. Рисунок из четырёх частей, в которых изображены часть тарелки со столовыми приборами, исландский морской пейзаж, приготовление блюда национальной кухни и приготовленные овощи |
| 2006 | «Интеграция глазами молодёжи»                        | Украина    | Планета Земля во Вселенной с условным изображением фигурок людей, держащихся за руки, которые символизируют мировую интеграцию во имя всеобщего блага.                                                           |
| 2007 | «100-летие скаутского движения»                      | Армения    | Руки детей различных национальностей, показывающие приветственный скаутский знак. |
| 2008 | «Письмо»                                             | Венгрия    | Стилизованное изображение письма, вложенного в конверт. |
| 2009 | «Астрономия»                                         | Венгрия    | Галилео Галилей. На заднем плане — космический аппарат «Галилео», запущенный в 1989 году и названный в честь астронома.                                                                                          |
| 2010 | «Детские книги»                                      | Венгрия    | Иллюстрация к детской книге Иштвана Кормоса «Сказки Вакора», созданная художником Кароли Райхом. Вакор — медвежонок, любимый в Венгрии персонаж детских произведений.                                            |
| 2011 | «Леса»                                               | Турция     | Осенний лес |
| 2011 | «Леса»                                               | Кипр       | Лес в лучах солнечного света и его обитатели |
| 2012 | «Визит в…»                                           | Венгрия    | Контуры букв национального домена Венгрии .hu, наполненные перцем и виноградом |
| 2012 | «Визит в…»                                           | Россия     | Девушка в русском национальном костюме, приветствующая дорогих гостей хлебом-солью |
| 2013 | «Повозка почтальона: почтовые транспортные средства» | Турция     | Средства доставки почты различных эпох на фоне условного изображения почтового конверта |
| 2013 | «Повозка почтальона: почтовые транспортные средства» | Финляндия  | Почтовые служащие и почтовый автобус 1930-х годов |
| 2014 | «Национальные музыкальные инструменты»               | Сербия     | Гайда — сербский вид волынки |
| 2014 | «Национальные музыкальные инструменты»               | Бельгия    | Саксофон — популярный музыкальный инструмент, изобретённый в Бельгии Адольфом Саксом |
| 2015 | «Старинные игрушки»                                  | Турция     | Детская повозка с молоточками — традиционная игрушка в центральной Анатолии |
| 2015 | «Старинные игрушки»                                  | Россия     | Дымковская игрушка «Карусель» и матрёшки |
| 2017 | «Замки»                                              | Турция     | Крепость Карс |
| 2017 | «Замки»                                              | Финляндия  | Снежная крепость. Рисунок марки отмечен за предложенный новый взгляд на заданную тему |
| 2018 | «Мосты»                                              | Турция     | Мост Узункёпрю в провинции Эдирнэ — крупнейший каменный мост в Турции, построенный в XV веке. |
| 2018 | «Мосты»                                              | Бельгия    | Готический мост «Пон де Труа» через Шельду, построенный в XIII веке. |
| 2019 | «Национальные птицы»                                 | Армения    | Стилизованное изображение деревенской ласточки на фоне растительного орнамента. |
| 2019 | «Национальные птицы»                                 | Словения   | Изображение усатой синицы. |
| 2020 | «Древние почтовые маршруты»                          | Турция     | Средневековые почтовые пути между Европой и Азией на стилизованной карте Османской империи. |
| 2020 | «Древние почтовые маршруты»                          | Польша     | Река Висла на стилизованной карте Польши. Река в течение столетий служила основным почтовым маршрутом польского государства.                                                                                     |
| 2021 | «Исчезающая национальная дикая природа»              | Польша     | Изображение евразийской рыси (Lynx lynx), распадающееся на мелкие частички, как символ исчезновения данного вида.                                                                                                |

## Дополнительные сведения

### Российские марки «Европа»
Россия ежегодно участвует в издании марок «Европа» с 1995 года. Исключением стали 2006, 2007 и 2016 годы. В 2000 году марки «Европа» имели общий для большинства участников рисунок (в том числе и России), созданный французским художником Жан-Полем Кузеном.
Ниже в таблице представлен список всех выпусков Европа-марок России.
| Год (1-й день почтового обращения) | № по каталогу           | Тема                                                   | Описание | Художник                            | Иллюстрация |
| ---------------------------------- | ----------------------- | ------------------------------------------------------ | --- | ----------------------------------- | ----------- |
| 1995 (15 ноября)                   | № 252—253 (Mi #471—472) | «Мир и свобода»                                        | Сцепка из двух марок: Гнездо белых аистов и летящий белый аист, символизирующие счастливую жизнь человека в гармонии с окружающим миром. | Шмидштейн, А.                       |             |
| 1996 (20 мая)                      | № 280—281 (Mi #499-500) | «Знаменитые женщины»                                   | Серия из двух марок: - Екатерина Романовна Дашкова (1744—1810). Литератор, директор Петербургской академии наук, сподвижница Екатерины II. Портрет по гравюре 1770-х гг. - Софья Васильевна Ковалевская (1850—1891). Математик, член-корреспондент Петербургской академии наук, первая в России женщина-профессор. Портрет по фотографии 1885 г. | Илюхин, Б.                          |             |
| 1997 (5 мая)                       | № 354 (Mi #575)         | «Легенды и сказания»                                   | Былина «Вольга». Иллюстрация художника И. Я. Билибина к былине «Вольга» (1902). | Слонов, М. (оформление)             |             |
| 1998 (5 мая)                       | № 437 (Mi #658)         | «Народные праздники и фестивали»                       | Масленица — русский народный праздник проводов зимы, который традиционно знаменовал собой переход к весне и весенним полевым работам. Празднование Масленицы сопровождается народными гуляньями, угощениями с русскими блинами, носит массовый характер и длится несколько дней. | Линде, Г.                           |             |
| 1999 (5 мая)                       | № 500 (Mi #722)         | «Заповедники и национальные парки»                     | Окский государственный природный биосферный заповедник в Рязанской области. Пейзаж заповедника и представители его животного и растительного мира: зубр, белка, иволга, ветви дуба, сосны, цветущих кустарников и трав. | Колганов В. Д.                      |             |
| 2000 (9 мая)                       | № 585 (Mi #817)         | «Европа-2000. Башня из звёзд»                          | Общий сюжет для стран-участниц программы «Европа-2000». Символический рисунок: играющие со звёздами дети и складывающие башню из них. Сюжет навеян творчеством французского писателя Антуана де Сент-Экзюпери (1900—1944), а силуэты детей напоминают главного героя его сказки «Маленький принц». | Кузен, Жан-Поль                     |             |
| 2001 (9 мая)                       | № 678 (Mi #910)         | «Вода — природное богатство»                           | Озеро Байкал, крупнейшее пресноводное озеро. Пейзаж побережья острова Ольхон, справа — схематическое очертание озера Байкал, представители фауны Байкала: чайка, байкальская нерпа и байкальский омуль. | Батов, А. В. (фото — Волков, С. Н.) |             |
| 2002 (9 мая)                       | № 755 (Mi #987)         | «Цирк»                                                 | Виды циркового искусства: жонглирование, дрессировка, воздушная акробатика, клоунада. | Бельтюков, В.                       |             |
| 2003 (5 мая)                       | № 846 (Mi #1078)        | «Искусство плаката»                                    | Рекламный плакат начала XX века «Мой первый шаг за печеньем Эйнем» работы неизвестного художника. | Лукьянов, М. (оформление)           |             |
| 2004 (5 мая)                       | № 940 (Mi #1172)        | «Отдых»                                                | Контраст городских будней (левая часть рисунка) и пляжного отдыха на берегу моря (справа). | Батов, А. В.                        |             |
| 2005 (5 мая)                       | № 1029 (Mi #1261)       | «Гастрономия»                                          | Традиционные угощения и атрибуты русской кухни:самовар, мёд, крынка, баранки, блины с красной и чёрной икрой. | Ларичкин В.                         |             |
| 2008 (5 мая)                       | № 1230 (Mi #1462)       | «Письмо»                                               | Эволюция письма: берестяная грамота, грамота с сургучной печатью, современный конверт с письмом, иконка электронного письма. | Капранов, С.                        |             |
| 2009 (5 мая)                       | № 1315 (Mi #1547)       | «Астрономия»                                           | Терскольская обсерватория ИНАСАН и армиллярная сфера на фоне созвездия Большой Медведицы. | Бельтюков В.                        |             |
| 2010 (5 мая)                       | № 1409 (Mi #1641)       | «Детские книги»                                        | Мальчик, увлечённый чтением детских книг. | Батов А.                            |             |
| 2011 (5 мая)                       | № 1480 (Mi #1712)       | «Леса»                                                 | Берёзовая роща, залитая солнечным светом | Грибкова А.                         |             |
| 2012 (4 мая)                       | № 1584 (Mi #1816)       | «Визит в… (Россию)»                                    | Девушка в национальном русском костюме, преподносящая хлеб-соль на фоне открытых ворот. Обычай преподносить хлеб-соль является традиционным приветствием с пожеланием добра и благосостояния и выражением радушия дорогим гостям. | Дробышев, А.                        |             |
| 2013 (26 апреля)                   | № 1693 (Mi #1925)       | «Повозка почтальона: почтовые транспортные средства»   | Перевозка почты зимой в России в XVIII веке: почтальон, управляющий санной почтовой повозкой с тройкой лошадей. | Бельтюков, В.                       |             |
| 2014 (30 апреля)                   | № 1824 (Mi #2041)       | «Национальные музыкальные инструменты»                 | Сцена русского народного гулянья на Красной площади с песнями, плясками и игрой на музыкальных инструментах — балалайке (на переднем плане) и гармони. Балалайка, наряду с гармонью, стала одним из музыкальных символов русского народа. | Ульяновский, C.                     |             |
| 2015 (16 января)                   | № 1910 (Mi #2126)       | «Старинные игрушки»                                    | Дымковская игрушка «Карусель» и матрёшки. Дымковская игрушка — один из традиционных российских народных промыслов, изделия которого — яркие расписные глиняные фигурки, иногда образующие многофигурные сюжетные композиции. Матрёшка — традиционная русская игрушка яйцевидной формы в виде куклы, внутри которой вложены куклы меньшего размера. Матрёшка обычно расписывается яркими красками в виде женщины в наряде из платка и сарафана с передником. | Бельтюков, В.                       |             |
| 2017 (15 марта)                    | № 2203                  | «Замки»                                                | Михайловский замок, императорская резиденция в Санкт-Петербурге, построенная по проекту Василия Баженова и под руководством Винченцо Бренны в 1797—1801 годах по заказу Павла I. После смерти императора стал именоваться также «Инженерный замок» по названию учебных заведений, размещавшихся в стенах сооружения. | Щеголь, Г.                          |             |
| 2018 (21 февраля)                  | № 2319                  | «Мосты»                                                | Парящий мост над Москва-рекой на фоне Кремля. Парящий мост в парке Зарядье был открыт в сентябре 2017 года и представляет собой V-образную конструкцию с 70-метровой смотровой площадкой без единой опоры. | Бельтюков, В.                       |             |
| 2019 (22 января)                   | № 2436                  | «Национальные птицы»                                   | Стерх (белый журавль) — вид, эндемичный для северных территорий России. Находится под угрозой исчезновения, внесён в списки Международной красной книги. |                                     |             |
| 2020 (15 января)                   | №2584                   | «Древние почтовые пути»                                | Холмогорский почтовый тракт | Шушлебина О.                        |             |
| 2021 (20 января)                   | №2722                   | «Национальная дикая природа. Исчезающие виды животных» | Переднеазиатский леопард | Бельтюков В.                        |             |
| 2022 (20 января)                   | №2722                   | «Истории и мифы»                                       | Сказочные персонажи из произведения А. С. Пушкина «Руслан и Людмила». | Ватолина В. / Карпова Н.            |             |

### Сообщества коллекционеров марок «Европа»
В некоторых странах существуют объединения филателистов, собирающих марки «Европа». В США таковым является «Europa Study Unit», аффилированный член Американского филателистического общества. «Europa Study Unit» издаёт свой бюллетень, выходящий шесть раз в год. Интересующихся темой в Австралии и близлежащих странах объединяет «Общество коллекционеров марок Европа в Австралазии» (Europa Collector Stamp Society of Australasia, ECSSA).